# Marty Riessen
Marty Riessen (Hinsdale, 4 dicembre 1941) è un ex tennista statunitense.

## Biografia
Durante la sua carriera vinse 14 titoli di singolare senza mai vincere un torneo del Grande Slam, giungendovi più volte ai quarti di finale: nel 1963 all'U.S. National Championships venendo eliminato dal messicano Rafael Osuna vincendo il primo set ma perdendone i successivi tre (3-6, 9-7, 6-3 6-3) in precedenza era riuscito ad eliminare Arthur Ashe al terzo turno.
Nel 1965 al torneo di Wimbledon venne eliminato da Dennis Ralston in un difficile incontro dove lo vide vincente nei primi due set per poi perdere i successivi tre (3-6, 2-6, 6-4, 6-2, 6-2). Nel 1971 raggiunse due quarti di finale, fra cui l'Australian Open.
Nel doppio vinse 52 titoli fra cui l'Open di Francia 1971 esibendosi in coppia con Arthur Ashe battendo in finale la coppia formata da Tom Gorman e Stan Smith per 6–8, 4–6, 6–3, 6–4, 11–9. L'altro prestigioso titolo vinto fu nel 1976 nell'US Open dove in coppia con Tom Okker vinsero in finale gli australiani Paul Kronk e Chris Letcher in due set.
Nel doppio misto vinse 7 titoli, nel 1975 il Torneo di Wimbledon con Margaret Smith Court battendo in finale Betty Stöve e Allan Stone per 6-4, 7-5. Fra le altre vittorie nel misto 4 titoli all'US Open le partner furono Wendy Turnbull nel 1980 e per tre volte Margaret Smith Court (1969, 1970 e 1972) perdendo in finale nel 1973, contro la coppia Billie Jean King e Owen Davidson.